# Pía Aldana
Pía Aldana (Concepción, 1980) es una artista visual y reconocida dioramista en la región del Bio-Bío. Además, es gestora cultural y creadora de la marca de autor “Pájaros en la Cabeza Diseños”. Su trayectoria es vasta, ha exhibido a nivel nacional e internacional, y ha emprendido grandes procesos de obra en torno al coleccionismo doméstico, el patrimonio y la naturaleza.

## Biografía y trayectoria
Es Licenciada en Artes Plásticas con mención Grabado.[cita requerida] El año 2008 obtiene el premio Universidad de Concepción. Posteriormente, ingresa al Magíster de Literaturas Hispánicas, en la misma casa de estudios, cuyo programa complementa su mirada y proyecto artístico en torno al coleccionismo. El año 2014, en ese contexto, realiza tesis de Magíster titulada: «COLECCIONISMO Y RITUALIDAD EN FELISBERTO HERNÁNDEZ, IMÁGENES PARA UNA SACRALIDAD SECULAR». A partir de 2009 comienza a levantar grandes procesos de obra e investigación artística como : "Relatos de habitación; Espacios de Coleccionismo y Memoria",“Vacíos: Figuraciones de lo inasible”, en conjunto con el escritor Alex Vigore; “Herbolarias. Micro- narraciones de jardines interiores e internos” (2016), “Etnografía de los balcones”(2016) y “Memoria de los Umbrales (2018). Actualmente, trabaja en el proceso de obra “La Fauna, los jardines y la sagrada oralidad” y "Flora y Fauna: Fragmentos de un paisaje endémico, que reúne dioramas pictóricos, ilustración y cerámica.
El año 2005, diseña y difunde la marca de autor, “Pájaros en la Cabeza Diseños”, donde crea en cuatro líneas de trabajo: joyería textil, complementos y accesorios femeninos; papelería y tocados de novia. Pía es reconocida, también, como gestora cultural en la región del Bío-Bío, produciendo eventos de diseño y arte como “Ventana Creativa” y “Fiesta del Diseño y las Artes” que ya cuenta con siete ediciones. También ha sido invitada a ilustrar revistas de especialidad como Revista RUDA (2014), de Concepción, y Ritmo: Imaginación y Critica de la Universidad Nacional Autónoma de México (número 28). El año 2017, asume la dirección creativa del Proyecto NODO de artesanía tradicional, indígena y contemporánea de la provincia de Arauco (Corfo e IRADE). Participó en certámenes de arte escolar, por ejemplo, el concurso de la fundación CMPC, Museo Artequin y el concurso de Artes Visuales de Universidad de Concepción, organizado por la Facultad de Ciencias Oceanográficas, el año 2018. Pía complementa su práctica artística realizando ponencias y charlas de arte contemporáneo e historia del Arte tanto en Universidades como en colegios. Asimismo realiza charlas teórico prácticas para el ministerio de las Culturas, las Artes y el Patrimonio, activando un trabajo colaborativo, por ejemplo, para seminarios, programa de fomento y educación en artes: Acciona, semana de la educación artística, celebraciones del mes del patrimonio o el día de las Artes Visuales, etc.

## Obra

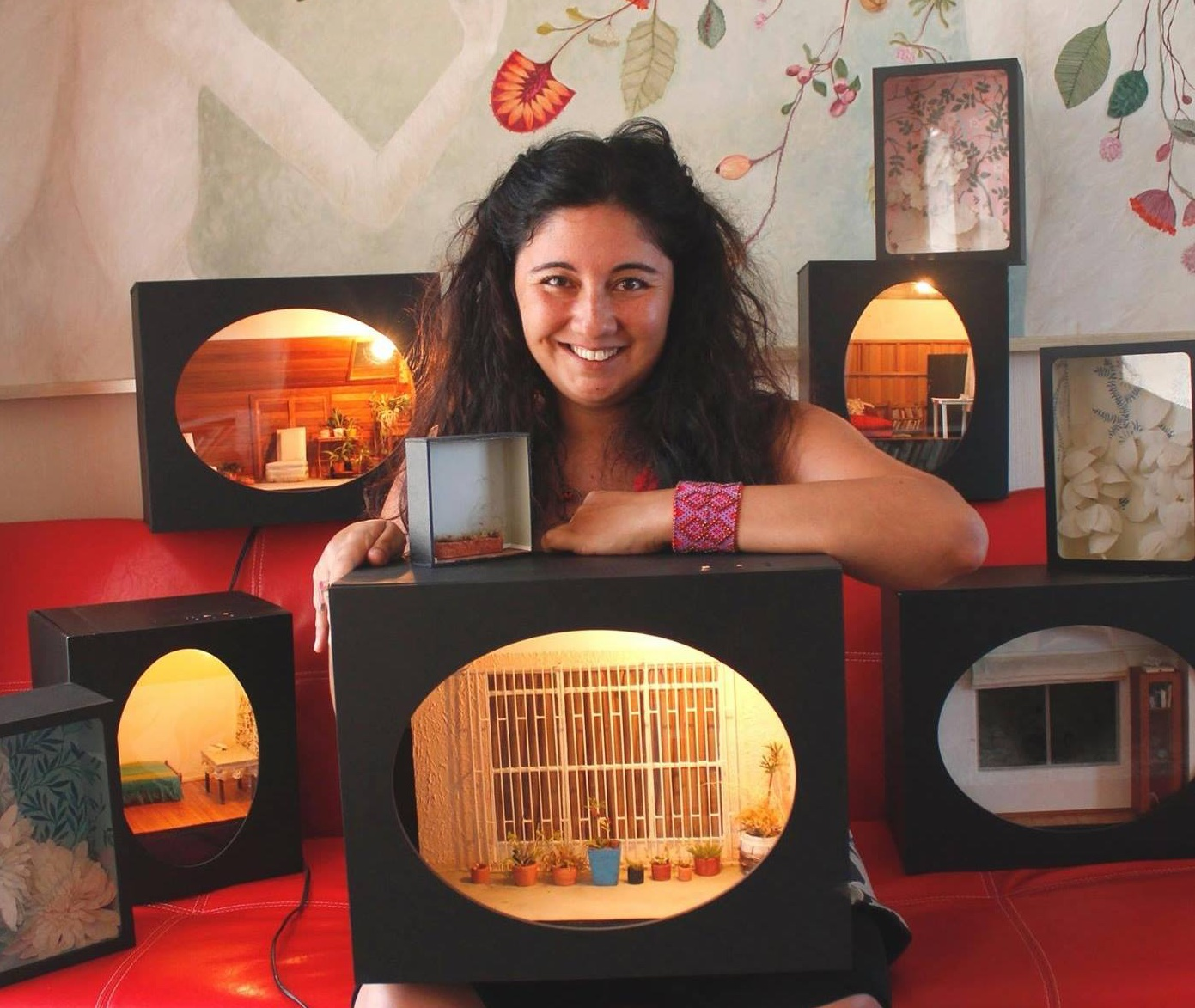
Pia Aldana Dioramas "Micromundos"

La obra de Pía Aldana se enmarca y está definida por procesos de obra, de larga duración, investigación acuciosa y construcción plástica consciente. Les atraviesan su interés por el coleccionismo doméstico, la memoria, el patrimonio y su relación con la naturaleza, así como con los seres vivos que con ella se relacionan. Su práctica de forma transversal manifiesta un interés por las derivas del acto de coleccionar, mismo que la RAE define como una acumulación de objetos de una misma especie, pero que, según la artista, cobija aspectos museales, rituales, memoriales, patrimoniales e inclusive ficcionales. Los lenguajes de la ilustración, la pintura, la cerámica, pero sobre todo el oficio de dioramista, han sido soportes claves para situar y compartir su proyecto artístico. Su mirada, en cruce interdisciplinario con la literatura, serán fundamentales para su propuesta artística, sobre todo en una primera etapa y que se proyecta de manera más evidente, por ejemplo, en el proyecto interdisciplinario “Vacíos: Figuraciones de lo inasible”, en conjunto con el escritor Alex Vigore. El diorama es, en esta muestra, el espacio que busca movilizar la poesía a otros soportes y, a su vez, transformar la galería de arte en un libro.

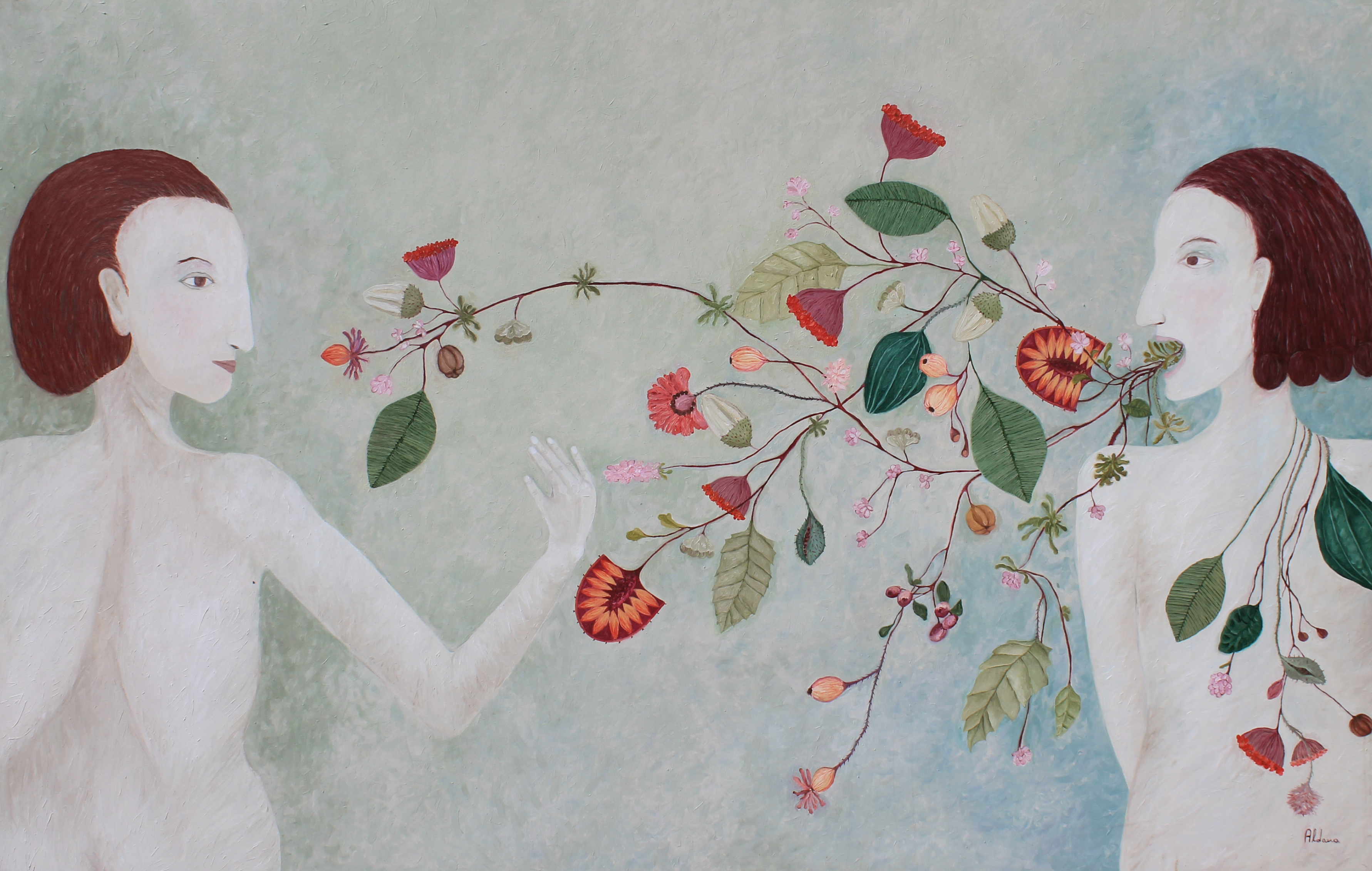
LA DÁDIVA, óleo sobre tela 130 x 190 cm

El primer gran cuerpo de obra relacionado con el coleccionismo doméstico a través del diorama es “Relatos de Habitación”. Son 35 dioramas en miniatura que sitúan su propia experiencia como habitante en distintas habitaciones que guarda como relatos de memoria. Recogiendo el texto del muro de la exposición, Pía explica que dicho proceso alude “a la arqueología cotidiana, el coleccionismo y la relicarización secular que en el se produce, sin embargo, intentamos comprender el concepto "relicarización" desde la empatía, algo que solo es posible hacer o comprender…coleccionando. De allí estas miniaturas, que se configuran como una colección de habitaciones, de todas y cada una de mis habitaciones”.

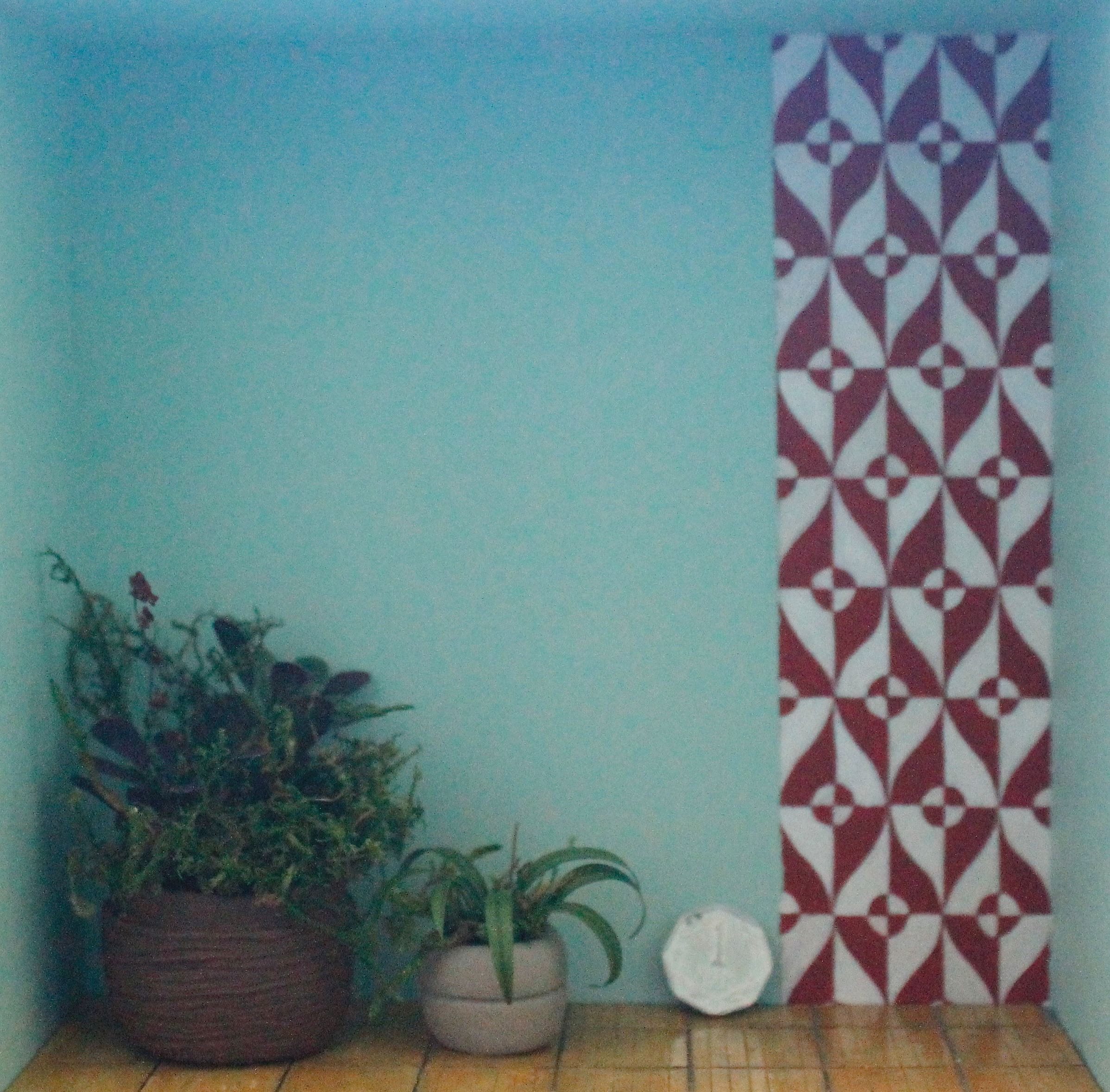
Etnografía de los balcones - Pia Aldana (2016) - Dioramas en miniatura

Otro gran proceso, y que definirá su práctica artística es “Herbolarias. Micro- narraciones de jardines interiores e internos” (2016). Se trata de un conjunto de dioramas que indagan, también, en el coleccionismo doméstico; esta vez, de plantas y la configuración de los jardines de interiores desde tres niveles de reflexión: real, lo ficcional y el tránsito/intersticio entre ambos. El lenguaje del diorama miniatura se bifurca en varios niveles, siendo éste una referencia a lo real, el diorama en tela al intersticio; y la pintura en gran formato, una alusión a lo ficcional. Lo testimonial sería fundamental en este proceso de obra, pues Pía realiza una serie de entrevistas a diversas mujeres que compartirían sus experiencias con el mundo vegetal, como “coleccionistas de plantas” y sus espacios, es decir, sus jardines.
El trabajo de campo, en ese sentido, marcaría una metodología o modo de hacer muy característico en su obra y que activaría, también, en su proyecto “Etnografía de los balcones”(2016). Se trata de un corpus de 24 dioramas donde reflexiona de manera más profunda sobre el coleccionismo como gesto patrimonial y evidencia en el proceso el deseo de posicionar el diorama dentro del arte contemporáneo. Relevar el oficio y la técnica, el saber detrás de su manufactura, como espacios válidos e interesantes para construir conocimiento en al campo del arte. “Etnografía de los balcones” se despliega en el espacio museográfico, también, a partir de dos series de óvalos en pared con fragmentos de los dioramas (macetas, trozos de pared, etc) y diversos audios con sonidos identitarios de Concepción (tanto de la urbe como de sus entornos naturales, muchos de los cuales cobijan flora y fauna endémica). En el catálogo a esta investigación y exhibición releva la necesidad de “poner al servicio de la recuperación histórica, el lenguaje del DIORAMA MINIATURA, con toda su complejidad técnica y su vasta riqueza interdisciplinaria”. Por su parte, Paulina Barrenechea, también sitúa dicho oficio, desde el trabajo de la artista, como un espacio de construcción epistémica, que “constituye un lenguaje artístico que claramente no sólo debe ser recibido desde el mero goce estético; sino que sugiere ser entendido como una praxis epistemológica”, expone. En ese sentido, su trabajo devela micro espacios íntimos como objeto de estudio y creación, pero, también, a través de la techné implicada, le devuelve a la práctica artística esa esfera de lo cotidiano que es tan sugerente como cruce entre la genealogía femenina y la técnica del oficio.
Un último proceso, a la fecha, es “La Memoria de los Umbrales” (Fondart 2018), donde cruza las nociones de espacio con las políticas de la memoria. La ilustración y el volumen cerámico se unen a los dioramas miniatura y pictóricos, para transformar dicho espacio de estructuras inertes a reservorios sagrados de aquello que somos. Actualmente, está trabajando paralelamente en dos grandes procesos de obra, el primero llamado “Flora y fauna; fragmentos de un paisaje endémico” donde indaga sobre el patrimonio natural. Y el segundo denominado: "La Fauna, los jardines y la sagrada Oralidad" en donde indaga sobre nuestro patrimonio oral traducido en cuentos y leyendas.

## Reconocimientos y becas
- 2022 adjudica Fondart Nacional con el proyecto "La Memoria de los Umbrales"

- 2022 Adjudica Fondart Regional con el proyecto "Naturaleza Hiperbolica"

- 2021 Adjudica  Fondart Regional con el proyecto "Flora y Fauna de un Paisaje Endémico"

- 2018 Adjudica Proyecto de "Difusión Fondart" con el cuerpo de obra "La Memoria de los Umbrales"
- 2018 Adjudica Fondart de Creación Artística con: “La Memoria de los Umbrales” 2º parte.
- 2016 Adjudica "Fondart Regional Circulación" con "Herbolarias Micro Narraciones de Jardines interiores e internos"
- 2015 Adjudica Fondart Regional para"La Etnografía de los Balcones";
- 2014 Adjudica Fondart Regional para “Herbolarias Micro Narraciones de Jardines Interiores e internos”.
- 2013: Se adjudica Sercotec capital semilla a la microempresa para llevar adelante la iniciativa de arte y diseño: “Pájaros en la Cabeza” que cumple diez años de financiamiento.

## Exposiciones individuales
- 2020
- Artista Seleccionada para exhibir: "La Memoria de los Umbrales" (Fondart Regional) en galería ARTIFAC NEW YORK
- Artista Seleccionada para exhibir obra en: "Art World Dubai" (Emiratos Árabes)
- Artista Seleccionada para exhibir: "La Memoria de los Umbrales" (Fondart Regional) en Museo Nacional de Bellas Artes (Sala Plaza Vespucio)
- Artista Seleccionada para exhibir "Naturaleza (s)" en Galería de Arte Llacolen Concepción
- 2019
- Artista seleccionada para Art Week Miami por medio de Art Spectrum Miami
- Artista Seleccionada para exhibir el proyecto: "La Memoria de los Umbrales" en el Museo de Bellas Artes del Bio Bio
- Artista Seleccionada para exhibir el proyecto: "Variaciones de un Jardín Imaginario" en Galería Juana de Arco. San Pedro de la Paz,

Concepción.
- Exhibe "La Etnografía de los Balcones" en casa de la Cultura de Coronel
- 2018:
- Itinerancia de "La Etnografía de los Balcones" en el contexto de la difusión Fondart en Centro Cultural de Hualpén y Centro Cultural de Tomé
- Artista seleccionada para exhibir obra en MAC (Museo Arte Contemporáneo) de Valdivia.
- Artista Seleccionada para exhibir obra en Centro Cultural O arte Contemporáneo. Santiago de Chile.
- Artista Seleccionada para exhibir obra en Centro de extensión cultural Alfonso Lagos, Chillán.
- Artista Seleccionada para exhibir obra en Galería de Artistas del Acero Concepción.

- 2017:
- Artista seleccionada para FAVI (Feria de Artes Visuales) 2017. Chillán.

- Exhibe por tiempo indefinido exposición LA MEMORIA DE LOS UMBRALES (1º parte) en Teatro universidad de Concepción.
- Exhibe exposición LA MEMORIA DE LOS UMBRALES (1º parte) en Pinacoteca, Casa del arte Udec, en el marco del aniversario de la Universidad y el día del patrimonio.Instalación Exposición "Etnografía de los balcones" - Pía Aldana (Junio 2018)

- 2016:

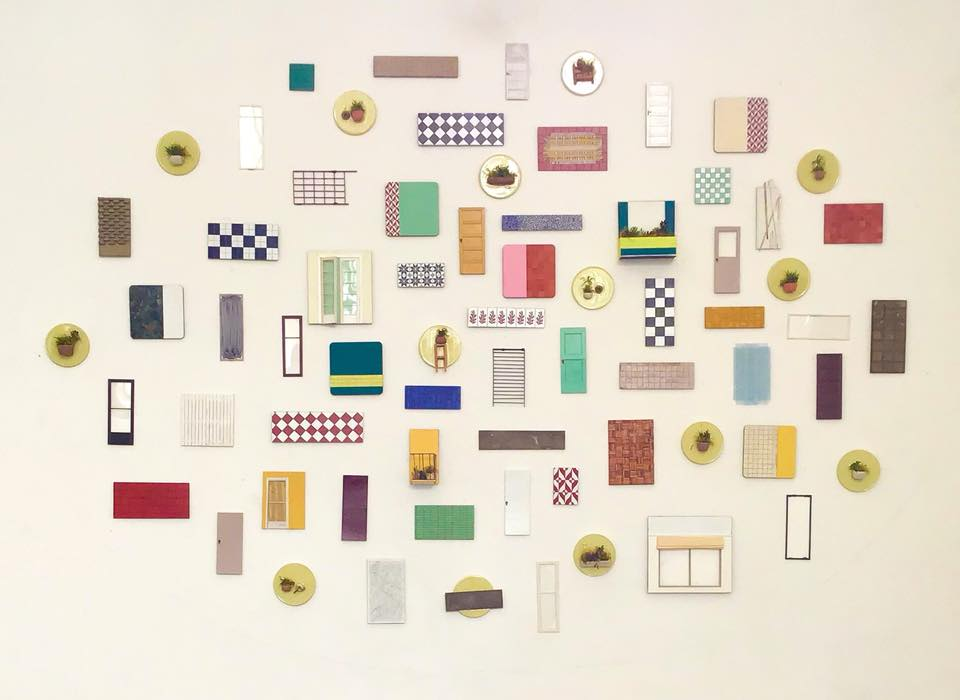
Instalación Exposición "Etnografía de los balcones" - Pía Aldana (Junio 2018)

- Exhibe proyecto LA ETNOGRAFÍA DE LOS BALCONES (Fondart Regional)

- Exhibe proyecto Herbolarias Micro Narraciones de Jardines interiores e internos en Centro Cultural de Chiguayante en el marco del programa del consejo de la cultura y las artes: Corredor Bío-Bío.

- Invitada por la ONG Centro Modelo para formar parte del programa inclusión Activa en el Arte con la exhibición de su proyecto RELATOS DE HABITACIÓN en la sala de exposiciones habilitada por la ONG.

- Exhibe su proyecto HERBOLARIAS MICRO NARRACIONES DE JARDINES INTERIORES E INTERNOS en la destacada sala de exposiciones UC Temuco.

- 2015:
- Convocada por Pinacoteca, Casa del arte Udec, para exhibir su proyecto Herbolarias: micro- narraciones de jardines interiores e internos. En galería universitaria, periodo agosto/septiembre.

- Exhibe en Galería NO LUGAR en Alianza con centro de arte contemporáneo de Quito.
- Participa en C.H.A.C.O 2015 por medio de galería Zaguán
- Exhibe el proyecto HERBOLARIAS MICRO-NARRACIONES DE JARDINES INTERIORES E INTERNOS en Galería Marina. Concepción/ Talcahuano.

- 2014: Es convocada por el Centro Cultural Balmaceda Arte Joven, para exponer proyecto: RELATOS DE HABITACIÓN; ESPACIOS DE COLECCIONISMO Y MEMORIA.

- 2013:
- Expone el proyecto interdisciplinario de arte “Vacíos” en el museo Cecal Udec, en Chillán (proyecto realizado en conjunto con el poeta y músico Alex Vigore).

- Convocada por el proyecto Móvil (dependiente de la Udec y premiado a nivel nacional) con el diorama Trance a. m.

- 2012:
- Es convocada por el Museo Nacional de Arte Contemporáneo (MAC) para exhibir su proyecto “Relatos de Habitación; Espacios de Coleccionismo y memoria” en el marco de una curaduría internacional de arte.

- Expone durante mayo-junio su proyecto artístico “Relatos de habitación, Espacios de Coleccionismo y Memoria” en la galería municipal de arte de Valparaíso.

- 2010:
- Expone en septiembre-octubre su proyecto artístico “Relatos de Habitación; Espacios de Coleccionismo y Memoria” en el Museo Nacional de Bellas Artes Sala Mall Plaza del Trébol.

- Expone en abril-mayo su proyecto artístico “Relatos de Habitación; Espacios de Coleccionismo y Memoria” en el centro cultural Alfonso Lagos Chillán.

- 2009:
- Expone en noviembre-diciembre su proyecto artístico “Relatos de Habitación; Espacios de Coleccionismo y Memoria” en la Casa del arte Pinacoteca de la universidad de Concepción.

## Exposiciones Colectivas
- 2022 Artista Participante en BADA Buenos Aires

- 2022 Artista Participante en ArtExpo New York

- 2022 Artista Participante en ArtStgo

- Artista Participante en exposición colectiva "Pincoyas Resistentes" en Museo de Historia Natural de Concepción

- 2021 Artista Participante en Spectrum Art Fair, Art week Miami en el contexto del Art Basel
- 2020
- Artista Seleccionada para Art Dubai 2020

- 2019
- Artista Seleccionada para Art Week Miami 2019 en Art Spectrum
- Artista Seleccionada para Art Stgo 2019
- Artista Seleccionada VI Feria de Arte Contemporáneo de Punta Arenas

- 2018
- Artista Seleccionada para Feria de Arte Contemporáneo del Bio Bio
- Artista Seleccionada para Sur Mujer 2018

- Pia Aldana - Troqueles de mi imaginario pictórico2017:

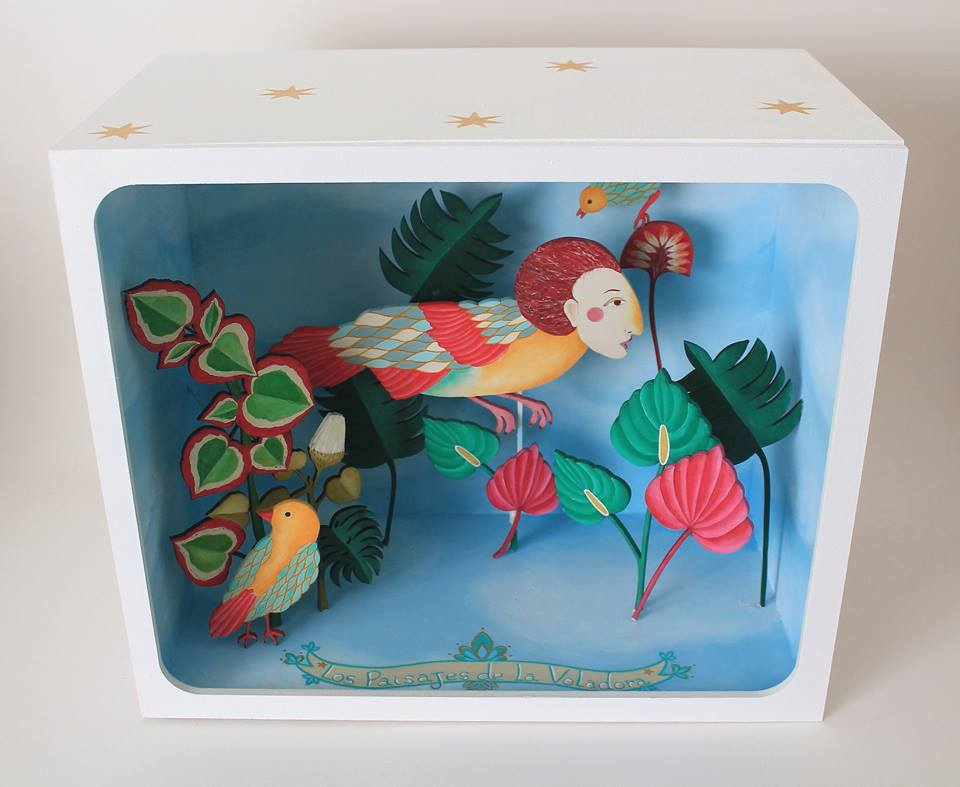
Pia Aldana - Troqueles de mi imaginario pictórico

- Artista seleccionada para FAXXI 2017.
- Artista seleccionada para SUR MUJER 2017.

- 2016:
- Invitada por Pinacoteca, Casa del arte Udec para formar parte de los artistas participantes de la escuela de verano (enero de 2016) con parte de su proyecto : La memoria de los umbrales.

- 2012:
- Es invitada a participar de una residencia de arte en Casa Poli, en el marco de la visita del artista Chileno residente en España, Fernando Prats.